# Jean Bar Penkayé
Jean Bar Penkayé (en syriaque Yoḥannan Bar Penkayé) ou Jean Penkaya est un écrivain de langue syriaque ayant vécu vers la fin du VIIe siècle. Il était nestorien, bien que, selon Mgr Scher, les jacobites l'aient aussi revendiqué.

## Vie et œuvre
Il fut moine et anachorète dans le monastère Mar Yoḥannan de Kamoul, où il fut enterré, étant mort à 73 ans. Il aurait habité aussi d'autres couvents, notamment dans la montagne de Dalyatha,. La liste des œuvres de Jean Bar Penkayé donnée par l'évêque Ébedjésus de Nisibe dans son Catalogue des écrivains de langue syriaque est la suivante: « Yoḥannan Bar Penkayé écrivit sept tomes : L'éducation des enfants, Les premiers principes, des lettres, Contre les sectes, Les sept yeux du Seigneur, Le livre des liens et de l'accomplissement, un livre de Questions ». À cette énumération, on peut ajouter d'autres textes qui sont des discours en vers dont on possède au moins des fragments : un discours Sur la vie relâchée des moines (conservé en entier) ; un ouvrage intitulé Sept discours sur les commerçants (deux conservés sur les sept) ; un discours sur la prière du Trisagion (des fragments conservés) ; un discours sur la sanctification de la cellule monastique (dont on a aussi des fragments).
Mais le principal ouvrage, cité dans la liste d'Ébedjésus de Nisibe, qui a été conservé est la somme historique intitulée Les premiers principes. Le titre exact donné dans les manuscrits est Kthava d-resh mellé: tashʰitha ʰal ʰalma d-zavna, c'est-à-dire Livre des premiers principes : histoire du monde temporel. Il s'agit d'un ouvrage en 15 livres, organisé comme suit : il est divisé en deux sections, dont la première contient neuf discours ou chapitres, et la seconde six.
Dans la première section, le premier chapitre traite de la Création ; le second de l'histoire biblique depuis le Déluge jusqu'au temps des rois hébreux ; le troisième de l'époque qui va de la ruine de Babylone aux Maccabées ; le quatrième de l'histoire des Maccabées ; le cinquième parle des démons et des anges ; les sixième, septième et huitième de la canonicité des livres de l'Ancien Testament, de leur doctrine et de l'interprétation qu'il convient de leur donner ; le neuvième parle du paganisme, et notamment du zoroastrisme.
Dans la deuxième section, les trois premiers chapitres parlent de l'unité de Dieu, de la Trinité et de Jésus-Christ ; le quatrième de la vie des apôtres ; le cinquième de l'histoire de l'Église chrétienne dans l'Empire romain et dans le royaume des Sassanides jusqu'à la conquête arabe ; le sixième des événements au Proche-Orient après la conquête arabe, jusqu'aux premières années du règne du calife Abd al-Malik, époque (vers 687) où doit se situer la rédaction de l'ouvrage. Les trois derniers chapitres, notamment, se présentent comme des narrations historiques, mais comme ils ne sont pas très longs par rapport à la matière traitée, ce sont plutôt des survols des événements accompagnés de réflexions. La partie la plus précieuse pour les historiens est le chapitre 15, où l'auteur parle de son époque, et notamment des troubles en Irak au début du règne d'Abd al-Malik. Il termine en exprimant la crainte de la venue prochaine de l'Antéchrist.

## Édition des textes
- Alphonse Mingana (éd.), Kthava d-resh mellé, ch. 10 à 15 (2e section), texte syriaque et traduction française, dans Sources syriaques, vol. 1 (seul paru), Leipzig, 1907 (archive.org).
- Mgr Elia Millos (éd.), « Livre des bonnes mœurs, composé par Jean de Mossoul », suivi d'« une poésie de Jean Bar Penkayé sur les vices des moines » (édition du contenu du cod. 122 de la bibliothèque du couvent Notre-Dame-des-Semences d'Alqosh[6]), Directorium Spirituale, Rome, 1868.

## Études
- Addaï Scher, « Notice sur la vie et les œuvres de Yoḥannan Bar Penkayé », dans Journal asiatique, Sér. 10, T. 10 (1907), p. 161-178 (consultable sur le site Gallica).
- Taeke Jansma, « Projet d'édition du Ketābā derēš mellē de Jean Bar Penkayé », dans L'Orient syrien 8 (1963), p. 87-106.
- (en) S. P. Brock, North Mesopotamia in the late 7th century: book 15 of John Bar Penkaye's "Ris Melle", Jerusalem Studies in Arabic and Islam 9 (1987) ; repris dans Studies in Syriac Christianity, ch. 2 (1992).
- Jean-Louis Simonet, « Les citations des Actes des Apôtres dans les chapitres édités du Ketābā derēš mellē de Jean Bar Penkayé », dans Le Muséon : Revue d'études orientales, vol. 14 (2001), p. 97-119.
- (de) Hubert Kaufhold, « Anmerkungen zur Textüberlieferung der Chronik des Johannes bar Penkaye », dans Oriens christianus 87 (2003), p. 65-79.
- (de) K. Pinggéra, « Nestorianische Weltchronistik: Johannes Bar Penkaye und Elias von Nisibis », dans Iulius Africanus und die christliche Weltchronik: Texte und Untersuchungen zur altchristlichen Literatur (sous la dir. de Martin Wallraff), De Gruyter, Berlin, 2006.